# Amt für die Liturgischen Feiern des Papstes
Das Amt für die Liturgischen Feiern des Papstes (lateinisch Officium de Liturgicis Celebrationibus Summi Pontificis) ist das frühere Büro für die päpstlichen Zeremonien, das zunächst von Papst Johannes Paul II. mit der Apostolischen Konstitution Pastor Bonus und von Papst Franziskus  mit Praedicate Evangelium seit Pfingsten 2022 in der heutigen Weise geordnet wurde.

## Geschichte
Spätestens seit der Renaissance gab es am päpstlichen Hof ein Kollegium, das dafür zuständig war, die liturgischen Feiern des Papstes vorzubereiten, ebenso diejenigen, die nur in seinem Namen vollzogen wurden, also ohne seine Anwesenheit. In einem Breve vom 10. Mai 1563 regelte Papst Pius IV. die Rechte und Pflichten des „Zeremonienmeisters“.
Durch die Apostolische Konstitution Immensa Aeterni Dei schuf Papst Sixtus V. 1588 die Congregatio pro sacris ritibus et caeremoniis. Im 17. Jahrhundert wurde die Congregatio caeremonialis selbständig. Sie war für die Zeremonien der päpstlichen Kapelle und des päpstlichen Hofes zuständig.
Durch die Ordnung von Papst Benedikt XV. vom 25. Juni 1917 bildete das Amt ein Kollegium unter dem Vorsitz eines Prälaten, der direkt vom Papst ernannt wurde. Die Mitglieder des Kollegiums zählten zu den Hausprälaten und Apostolischen Protonotaren, während der Zeremonienmeister zu den Monsignori gehörte. Die Ordnung des Jahres 1970, also unter Papst Paul VI., legt das Kollegium wiederum auf zwölf Zeremoniare fest.
Hiervon sind acht ständige Zeremoniare, die vier übrigen sind ihnen zugeordnet. Ihre Aufgaben beschränken sich nicht nur auf die Zeremonien des Papstes, sondern auch auf die in seinem Namen verrichteten. Auch leiten sie Zeremonien, für die sie entsandt oder erbeten werden, und gehören zum Gefolge der päpstlichen Legaten, die als bevollmächtigte Stellvertreter in päpstlichem Auftrag agieren. Während der Sedisvakanz nehmen sie an den Generalkongregationen der Kardinäle teil und begleiten diese auch ins Konklave.
Der Zeremonienmeister und die Zeremoniare werden jeweils auf fünf Jahre ernannt und in ihrer Arbeit durch einige Kurienbeamte unterstützt, die das Sekretariat führen. Auch eine Gruppe von Verantwortlichen der päpstlichen Sakristei und verschiedenen Konsultoren sind ihnen zugeordnet.
Papst Johannes Paul II. ließ die Funktion des päpstlichen Sakristans am 14. Januar 1991 auf den Zeremonienmeister übergehen, der damit auch für die päpstliche Sakristei und die Gottesdienste im Apostolischen Palast zuständig ist.

## Zeremonienmeister

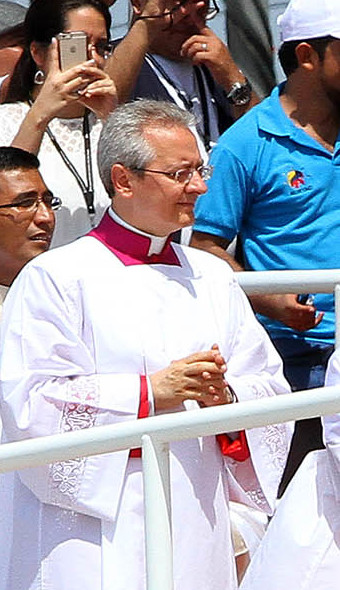
Der derzeitige Zeremonienmeister Diego Giovanni Ravelli

- Jacobus Raymundi 1411–1417 Zeremonialkleriker Papst Benedikts XIII.
- Matheus Petri, 1411–1423 Zeremonialkleriker Papst Benedikts XIII., erneut 1447–1450 unter Nikolaus V.
- Guido de Busco († 1438) (BBKL)
- Petrus Burgensis unter Papst Nikolaus V.
- Enea Silvio Piccolomini († 1468)
- Agostino Patrizi Piccolomini 1483 († 1495)
- Johannes Burckard von Straßburg 1484–1503 († 1506)
- Paride De Grassis 1503–1528 († 1528) unter Papst Julius II.[4]
- Biagio Marchielli († 1540)
- Giovanni Francesco Firmano (1523–1565)
- Cornelio Firmano
- Francesco Mucanzio mit Giovanni Mucanzio 1573–1592
- Paolo Alaleona (1585–1590)
- Paolo Alaleone de Branca (1557)
- Giovanni Battista Alaleona (1605–1621)
- Michele Lonigno unter Paul V. und Urban VIII.
- Francesco Maria Febei (1616–1680) mit Carlo Vincenzo Carcarasio und Fulvio Servanzi (ca. 1618–1686)

…
- Francesco Riggi (1895–1918)
- Carlo Respighi (1918–1947)
- Fiorenzo Angelini (1947–1954)
- Enrico Dante (1954–1967)
- Annibale Bugnini CM (1968–1970), „delegato per le ceremonie pontificie“, bildete zusammen mit Abt Gabriele Brasó und Virgilo Noè die „Kommission für die Anwendung der Normen der Liturgiekonstitution bei den päpstlichen Feiern“
- Virgilio Noè (1970–1982)
- John Magee (1982–1987)
- Piero Marini (1987–2007) unter Johannes Paul II. und Benedikt XVI.
- Guido Marini (2007–2021) unter Benedikt XVI. und Franziskus
- Diego Giovanni Ravelli (seit 2021) unter Franziskus und Leo XIV.